# Piattaforma logistica
La piattaforma logistica è un'area di movimentazione e stoccaggio delle merci, collocata a monte dei terminal portuali ed integrata con un sistema di trasporto intermodale. Essa è dotata di magazzini, servizi gestionali, informativi e telematici e anche di capannoni, dove possono essere svolte attività manifatturiere per trasformare i semilavorati in prodotti. Per molti versi si tratta di un ampliamento del concetto dell'interporto.

## Caratteristiche
La piattaforma logistica dovrebbe essere lo strumento per razionalizzare e meglio organizzare la catena trasporto – stoccaggio – distribuzione in modo strategico, garantendo una penetrazione efficace delle merci sui mercati nazionali ed internazionali. Essa rappresenta un nodo cruciale nel sistema infrastrutturale del territorio a cui è collegata e la sua area varia in base al volume delle merci da trattare. Due pertanto sono le funzioni cui una piattaforma logistica deve assolvere:
1. attrarre e concentrare i flussi del traffico di merci
2. organizzare, razionalizzando percorsi e consegne, la catena del trasporto intermodale.

Per soddisfare tali prestazioni, la piattaforma logistica è da collocarsi in una posizione geograficamente ottimale sfruttando assi di comunicazione viario ed infrastrutture idonei e progettando l'area come un vero e proprio insediamento produttivo di qualità per le imprese dei diversi settori, oggi più che mai nel rispetto dei criteri di eco-sostenibilità. 
Al concetto di piattaforma logistica si associa quindi quello di logistica sostenibile.
Esso comprende una serie di tecnologie, di procedure e d'attività che hanno il fine di ridurre l'impatto ambientale dei vari anelli della catena logistica, senza penalizzare la qualità del servizio e la redditività economica. La logistica sostenibile coinvolge diversi aspetti:
1. il trasporto sulle lunghe distanze
2. la distribuzione locale
3. l'intermodalità
4. gli impianti di stoccaggio
5. le tecnologie per l'imballaggio.

La realizzazione di nuove piattaforme logistiche induce la realizzazione di nuove infrastrutture che, attraverso la semplificazione, organizzazione ed implementazione anche delle esistenti creano un sistema efficiente ed efficace in grado di ridurre le emissioni nocive dovute ai mezzi di trasporto, ad un uso del territorio più razionale e ad una diminuzione dell'impatto paesaggistico di strutture così grandi.
Utilizzando, d'altro lato, tecnologie per il risparmio energetico come: pannelli solari e generatori fotovoltaici, sistemi di riciclaggio e recupero delle acque e la piantumazione intensiva è possibile diminuire i consumi energetici degli impianti produttivi e di trasformazione dei semi-lavorati.